# Суханово (Ленінський міський округ)
Суха́ново (рос. Суханово) — присілок у складі Ленінського міського округу Московської області, Росія.

## Населення
Населення — 496 осіб (2010; 58 у 2002).
Національний склад (станом на 2002 рік):
- росіяни — 90 %